# 卡普德佩拉
卡普德佩拉（西班牙语）是西班牙巴利阿里群岛的一个市镇。总面积55平方公里，总人口8239人（2001年），人口密度150人/平方公里。